# Destroyers de la Virginie
Les Destroyers de la Virginie (en anglais : Virginia Destroyers), anciennement les Tuskers de la Floride (Florida Tuskers), étaient une franchise professionnelle de football américain de l'United Football League basée à Virginia Beach, en Virginie.

## Saisons
| Saison | Victoire | Défaite | Nul | Séries éliminatoires                                          |
| ------ | -------- | ------- | --- | ------------------------------------------------------------- |
| 2009   | 6        | 0       | 0   | Défaite en finale 17–20 (a.p.) (Locomotives de Las Vegas)     |
| 2010   | 5        | 3       | 0   | Défaite en finale 20–23 (Locomotives de Las Vegas)            |
| 2011   | 3        | 1       | 0   | Remporte le Championnat d'UFL 17-3 (Locomotives de Las Vegas) |
| 2012   | 1        | 3       | 0   | Pas qualifié en play-offs                                     |